# Pons de Lauzières

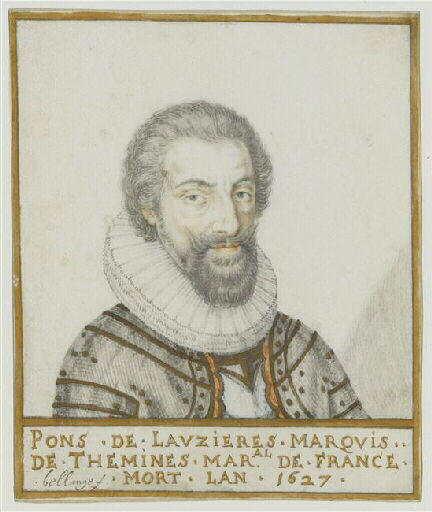
Pons de Lauzières Marquis de Thémines Maréchal de France, Zeichnung von Thierry Bellangé (1594–1638), um 1628, Schloss Pau

Pons de Lauzières de Cardaillac, Marquis de Thémines (* 1553; † 1. November 1627 Auray) war ein Marschall von Frankreich.

## Biografie
Pons de Lauzières war der zweite Sohn von Jean, Seigneur de Lauzières, de Ceyras et de Thémines, Gouverneur von Béziers, und Anne de Puymissons. Als 17-Jähriger diente er unter Henri I. de Montmorency in den Kriegen im Languedoc. Als Seneschall und Gouverneur des Quercy unter Heinrich IV. hinderte er die Anhänger der Katholischen Liga daran, sich im Rouergue oder dem Haut-Languedoc festzusetzen. Während des 8. Hugenottenkriegs zwang er die Gegenseite dazu, die Belagerung von Villemur aufzuheben (1592, der Herzog von Joyeuse kam dabei ums Leben). Am 5. Januar 1597 wurde er Chevalier de l’Ordre du Saint-Esprit.
Unter der Regentschaft von Maria de’ Medici inhaftierte er 1616 Henri II. de Bourbon, prince de Condé, einen der wichtigsten Anführer der Opposition gegen die Regierung Concino Concinis und erhielt als Anerkennung am 1. September 1616 den Marschallstab.
1621 war er einer der Kommandeure der königlichen Armee bei der Belagerung von Montauban; er diente unter Henri de Lorraine, duc de Mayenne, der am 20. September 1621 bei der Belagerung fiel – ebenso wie seine beiden Söhne. 1622 nahm er an der Belagerung von Saint-Antonin teil.
Am 3. Juli 1626 wurde er zum Gouverneur der Bretagne ernannt, was am 19. Januar 1627 bestätigt wurde. Er starb im selben Jahr in Auray, nachdem er vom Parlement der Bretagne Beschwerden wegen von seinen Soldaten begangener Unruhen erhalten hatte. Er wurde in Cahors bestattet.

## Familie
Pons de Lauzières hatte in erster Ehe Catherine d’Ebrard-de-Saint-Sulpice geheiratet, Tochter von Jean, Seigneur de Saint-Sulpice, und Claude de Gontaut; sie machte 1618 ihr Testament. Ihre Kinder sind:
- Antoine, Marquis de Thémines, X bei der Belagerung von Montauban am 4. September 1621; ⚭ 31. Dezember 1606 Susanne de Montluc, Dame de Montsalès, Tochter von Charles de Montluc, Seigneur de Caupenne, und Marguerite de Balaguier; ihre Tochter Susanne war die erste Ehefrau von Charles de Lévis, Duc de Ventadour, Pair de France
- Charles, Seigneur de Lauzières, X 11. Dezember 1621 in Monheurt; ⚭ 16. Oktober 1618 Anne Habert de Montmort, Sohn von Jean, Seigneur de Montmort; sie heiratete in zweiter Ehe François-Annibal d’Estrées, Duc d’Estrées, Pair de France und Marschall von Frankreich; ihre Erbtochter Catherine heiratete François-Annibal II., Duc d’Estrées, Pair de France, Marquis de Cœuvres (beide aus dem Haus Estrées)
- Claudine, ⚭ Jean III. de Gontaut, Comte de Cabrerès, Seneschall und Gouverneur des Quercy (Haus Gontaut-Biron)
- Gloriande, ⚭ Louis d’Arpajon, Marquis de Sévérac, dann Duc d’Arpajon, Sohn von Jean III. d’Arpajon und Jacquette de Castelnau-Clermont-Lodève

In zweiter Ehe heiratete er im September 1622 Marie de La Noue, Witwe von Louis de Pierrebuffière, Seigneur de Chamberet, und von Joachim de Bellengreville, Grand Prévôt de France, Enkeltochter von François de La Noue, dit Bras-de-Fer, und Marguerite de Téligny. Diese Ehe blieb ohne Nachkommen.